# Rio Fiúza
O rio Fiúza, anteriormente denominado arroio Corticeira, é um rio brasileiro do estado do Rio Grande do Sul. É um afluente do rio Ijuí. Suas nascentes encontram-se no território do município de Santa Bárbara do Sul, a nordeste da localidade de Capão Alto. Passa pela área urbana de Panambi, em cujo território fica a maior parte do rio.